# Weyinmi Efejuku
Weyinmi Efejuku Rose (Fresh Meadows, Nueva York, Estados Unidos, 15 de septiembre de 1986) es un jugador de baloncesto profesional jamaicano que se desempeña como base o escolta.

## Carrera universitaria
Efejuku jugó baloncesto universitario para los Providence Friars equipo deportivo de Providence College, situado en Providence, Rhode Island. Los equipos de los Friars participan en las competiciones universitarias de la NCAA, en la Big East Conference.

### Universidades
| Club              | País           | Clase     | Año         |
| ----------------- | -------------- | --------- | ----------- |
| Providence Friars | Estados Unidos | Freshman  | 2005 - 2006 |
| Providence Friars | Estados Unidos | Sophomore | 2006 - 2007 |
| Providence Friars | Estados Unidos | Junior    | 2007 - 2008 |
| Providence Friars | Estados Unidos | Senior    | 2008 - 2009 |

## Carrera profesional
En su carrera profesional Weyinmise ha desempeñado desde el 2010 en varios equipos de España, Letonia, Ucrania, Italia, República Checa, Argentina, Irak, República Dominicana, Puerto Rico, Uruguay y México.

### Clubes
Actualizado al 16 de octubre de 2022

| Club                      | País                 | Año         |
| ------------------------- | -------------------- | ----------- |
| Tenerife CB               | España               | 2009        |
| BK Barons                 | Letonia              | 2009 - 2010 |
| ČEZ Nymburk               | República Checa      | 2010        |
| Ferro-ZNTU Zaporozhye     | Ucrania              | 2010        |
| BK Ventspils              | Letonia              | 2011        |
| Juvecaserta Basket        | Italia               | 2011        |
| Indios de Mayagüez        | Puerto Rico          | 2012        |
| Fuerza Regia de Monterrey | México               | 2012        |
| Indios de Mayagüez        | Puerto Rico          | 2013        |
| Hebraica y Macabi         | Uruguay              | 2013        |
| Leones de Ponce           | Puerto Rico          | 2014        |
| Atenienses de Manatí      | Puerto Rico          | 2015        |
| Fuerza Guinda de Nogales  | México               | 2016        |
| Al-Shorta S.C.            | Irak                 | 2017        |
| Huracanes del Atlántico   | República Dominicana | 2017        |
| Atenas                    | Argentina            | 2018        |
| Leones de Ponce           | Puerto Rico          | 2019        |
| Aguada                    | Uruguay              | 2019        |
| Mets de Guaynabo          | Puerto Rico          | 2020        |
| Búcaros                   | Colombia             | 2021        |
| Riachuelo                 | Argentina            | 2021        |

## Selección nacional
Efejuku Rose ha jugado con la selección de baloncesto de Jamaica, participando de torneos como el Campeonato FIBA Américas de 2013 y los Juegos Centroamericanos y del Caribe de 2014 entre otros. 
En 2022 actuó en la FIBA 3x3 AmeriCup con la selección de baloncesto 3x3 de Jamaica.

## Premios y honores
- 2009 Todo-Grande Del este Honorable Mencionar[4]
- 2009 USBWA Todo-Distrito 1[5]
- 2009 Premio "Jimmy Walker" al Jugador Más Valioso[6]
- March 2: Jugador Del este Grande de la Semana[7]